# الممثل السامي للاتحاد للشؤون الخارجية والسياسة الأمنية
الممثل السامي للاتحاد للشؤون الخارجية والسياسة الأمنية هو المنسق الرئيسي وممثل السياسة الخارجية والأمنية المشتركة داخل الاتحاد الأوروبي. يشغل هذا المنصب حاليًا كاديا كالاس.
أُنشئ هذا المنصب بموجب معاهدة أمستردام تحت مسمى الممثل السامي للسياسة الخارجية والأمنية المشتركة، واستلمه الفيزيائي والأستاذ الجامعي خافيير سولانا (لمدة عشر سنوات إلى أن توسع نطاق المنصب بعد معاهدة لشبونة)، واستلم مقعدًا في المفوضية الأوروبية ومنصب رئيس مجلس وزراء خارجية الاتحاد الأوروبي. تعاونت خدمة العمل الخارجي الأوروبية، التي تأسست في ديسمبر في عام 2010، بعد معاهدة لشبونة على هذا المنصب.

## الألقاب
إن اللقب الرسمي للممثل السامي هو «الممثل السامي للاتحاد للشؤون الخارجية والسياسة الأمنية». أُنشئ هذا المنصب في البداية تحت مسمى «الممثل السامي للسياسة الخارجية والأمنية المشتركة»، وتغير اسمه بعد ذلك بموجب الدستور الأوروبي ليصبح «منصب وزير الاتحاد للشؤون الخارجية». ما يزال اللقب «وزير الخارجية في الاتحاد الأوروبي» يُستخدم من قبل المعلقين وفئات وسائل الإعلام على أنه اختصار معروف من قبل الجمهور لهذا المنصب. يعادل مصطلح «الممثل السامي» مصطلح «المفوض السامي» في الدوائر الدبلوماسية. يشار إلى صاحب المنصب أحيانًا باسم الممثل السامي للاتحاد للشؤون الخارجية والسياسة الأمنية، وذلك نظرًا لأن الممثل السامي يُعد نائب رئيس المفوضية الأوروبية بحكم منصبه.

## التاريخ
قُدِّم المنصب بموجب معاهدة أمستردام. تنص المعاهدة على أن الأمين العام لمجلس الاتحاد الأوروبي يجب أن يعي «وظيفة الممثل السامي للسياسة الخارجية والأمنية المشتركة». أصبح خافيير سولانا بذلك الممثل السامي الدائم الأول. كان هذا المنصب في البداية محدود النطاق أكثر من الحالي الذي أنشأته معاهدة لشبونة في عام 2009.

## تعيينات
يُعيَّن الممثل السامي من قبل المجلس الأوروبي الذي يتصرف بالأغلبية المؤهلة. يجب أن يظهر الممثل السامي (بصفته كنائب للرئيس) أمام البرلمان لاستجوابه، وأن يخضع بعد ذلك للتصويت على موافقة البرلمان على اللجنة المقترحة وذلك للاضطلاع على دوره فيها. يُحدد الراتب الشهري الأساسي للممثل السامي بنسبة 130% (أعلى من راتب نائب الرئيس ولكن أقل من رئيس المفوضية) من أعلى درجة في الخدمة المدنية في الاتحاد الأوروبي والتي تعمل بمبلغ 23,00,98 يورو. يوجد هناك علاوة أخرى فوق ذلك في حال توافق جميع شروط التوظيف الأخرى للممثل السامي مع شروط اللجنة.

### خافيير سولانا (1999-2009)
قدمت معاهدة أمستردام منصب الممثل السامي للسياسة الخارجية والأمنية المشتركة لتمثيل الاتحاد الأوروبي في الساحة العالمية. تقرر أن يكون الأمين العام للمجلس هو الممثل السامي، فعنى هذا أن الأمين العام في ذلك الوقت، يورغن ترومبف، كان أول ممثل سامٍ على الرغم من أنه كان سيخدم بضعة أشهر فقط.
كان الممثل السامي الدائم الأول خافيير سولانا الأمين العام السابق لحلف شمال الأطلسي. تعين في 4 يوليو في عام 1999 في مجلس كولونيا الأوروبي كأمين عام للمجلس والممثل السامي. تولى هذا المنصب في 18 أكتوبر في عام 1999 بعد وقت قصير من توقفه عن العمل في حلف شمال الأطلسي. بلغت ميزانية المنصب 40 مليون يورو ذهب معظمها إلى عمليات البلقان. اتسع نطاق هذا المنصب بسرعة خلال فترة ولايته مع دمج العديد من الوظائف في وظيفة الممثل السامي. عُيِّن أيضًا أمينًا عامًا لاتحاد أوروبا الغربية من 25 نوفمبر في عام 1999 حيث أشرف على نقل المسؤوليات من تلك المنظمة إلى السياسة الخارجية والأمنية المشتركة. جُددت ولايته لمدة 5 سنوات في عام 2004. أصبح أيضًا رئيسًا لوكالة الدفاع الأوروبية.
تفاوض على العديد من معاهدات الشراكة بين الاتحاد الأوروبي ومختلف دول الشرق الأوسط وأمريكا اللاتينية بما في ذلك بوليفيا وكولومبيا. لعب سولانا دورًا محوريًا في توحيد ما تبقى من الاتحاد اليوغوسلافي السابق، واقترح أن يشكل الجبل الأسود (مونتينيغرو) اتحادًا مع صربيا بدلاً من الاستقلال الكامل، ووضح حدوث ذلك لتجنب تأثير الدومينو من مطالب استقلال جمهورية الكوسوفو ومقاطعة فويفودينا. أطلقت وسائل الإعلام المحلية بسخرية على الدولة الجديدة اسم «سولانيا».
لعب سولانا دورًا مهمًا في العمل من أجل التوصل إلى حل للنزاع الإسرائيلي الفلسطيني، وما يزال يعمل بدور المهندس المعماري الرئيسي لخارطة طريق السلام إلى جانب الأمم المتحدة وروسيا والولايات المتحدة في اللجنة الرباعية حول الشرق الأوسط. التقى أرئيل شارون في إسرائيل في 22 يوليو في عام 2004. رفض شارون في البداية مقابلة سولانا، ولكنه قبل في النهاية سواء أحب ذلك أم لا، وكان الاتحاد الأوروبي متورطًا في خارطة طريق السلام. انتقد سولانا إسرائيل لعرقلة الانتخابات الرئاسية الفلسطينية في 9 يناير في عام 2005 ولكنه قابل شارون مرة أخرى في 13 يناير.
ساعد المملكة المتحدة وفرنسا وألمانيا في التفاوض على تجميد تخصيب المواد النووية مع إيران في نوفمبر في عام 2004. شارك في نفس الشهر في التوسط بين المرشحين للرئاسة في التطورات التي أعقبت الانتخابات في أوكرانيا، ودعا الرئيس الأوكراني الجديد فيكتور يوشتشينكو في 21 يناير في عام 2005 لمناقشة عضوية الاتحاد الأوروبي في المستقبل.

### كاثرين أشتون (2009-2014)
تنحى خافيير سولانا جانبًا لمرشح جديد على الرغم من اختياره في البداية ليكون أول وزير خارجية تأخر في تقديم المنصب المُقدّر له بعد 10 سنوات من الخدمة. اتفق قادة الاتحاد الأوروبي على كاثرين أشتون من المملكة المتحدة كأول ممثلة سامية مدمجة بعد تقدّم العديد من المرشحين. شغلت أشتون في السابق منصب مفوضة التجارة الأوروبية، ولم يكن لديها أي خبرة في الشؤون الخارجية. جاءت أشتون بشكل غير متوقع إلى قمة القائمة القصيرة عندما رُشِّحت بالإجماع من قبل قادة يسار الوسط الذين حصلوا على هذا المنصب. أكد البرلمان الأوروبي على أشتون قبل أن تتولى هذا المنصب. عُيِّن بيير دي بواسيو أمينًا عامًا لمجلس الاتحاد الأوروبي في نفس اجتماع المجلس الأوروبي، ويدل هذا على أن الممثل السامي والأمين العام لن يكونا نفس الشخص.

### فيديريكا موغيريني (2014-2019)
أعلنت موغيريني في مؤتمرها الصحفي الأول أن جهودها ستكرس لإجراء مناقشات بين روسيا وأوكرانيا لحل الأزمة بين البلدين.
نالت موغيريني الثناء على دورها في التفاوض على خطة العمل الشاملة المشتركة في عام 2015، وهي اتفاقية دولية بشأن البرنامج النووي الإيراني إلى جانب وزير الخارجية الإيراني محمد جواد ظريف الذي أعلن الاتفاق بشكل علني.
عين رئيس المفوضية الأوروبية جان كلود يونكر في فبراير في عام 2015 ميشيل بارنييه، المفوض السابق للسوق الداخلية في الاتحاد الأوروبي، كمستشار خاص له في شؤون الدفاع والأمن. صرح يونكر أن دور بارنييه سيتمحور حول تقديم المشورة للمفوضية الأوروبية وخاصة الممثلة السامية للاتحاد للشؤون الخارجية والسياسة الأمنية فيديريكا موغيريني بشأن قضايا الدفاع والأمن المهمة. أتى تعيين بارنييه في أعقاب ترشيح الدبلوماسي الفرنسي البارز آلان لو روي أمينًا عامًا جديدًا لخدمة العمل الخارجي الأوروبي.